# 巴登的貝托爾德
贝托尔德·腓特烈·威廉·恩斯特·奥古斯特·海因里希·卡尔（Berthold Friedrich Wilhelm Ernst August Heinrich Karl，1906年2月24日—1963年10月27日），巴登藩侯，巴登大公家族首領。

## 生平
贝托尔德是巴登的马克西米利安与汉诺威王储恩斯特·奥古斯特之女瑪麗亞-路易絲的儿子，1906年生于巴登首都卡尔斯鲁厄。1929年11月6日父亲去世，他成为巴登大公家族族长，称巴登藩侯。
贝托尔德于1963年在斯派钦根去世，终年57岁。

## 婚姻与子女
贝托尔德1931年8月17日在巴登-巴登与希臘王子安德烈亞斯的女兒狄奧多拉公主。二人婚后有二子一女：
- 长女玛嘉莉塔·爱丽丝·提拉·维多利亚·玛丽·路易丝·朔拉斯蒂卡（Margarita Alice Thyra Viktoria Marie Louise Scholastica，1932年7月14日—2013年1月13日），1957年与南斯拉夫王国国王亚历山大的次子托米斯拉夫结婚，1982年离婚，有一子一女。
- 长子马克西米利安·安德烈阿斯·弗里德里希·古斯塔夫·恩斯特·奥古斯特·博恩哈德（Maximilian Andreas Friedrich Gustav Ernst August Bernhard，1933年7月3日—2022年12月19日），1963年继承贝托尔德成为巴登藩侯、策林格公爵。
- 次子路德维希·威廉·格奥尔格·恩斯特·克里斯托夫（Ludwig Wilhelm Georg Ernst Christoph，1937年3月16日—），1967年与奥厄施佩格-布洛恩讷亲王卡尔（Karl Alain August Maria Gobertus, Pr von Auersperg-Breunner）的五女儿安娜·玛利亚（Anna Maria Henrietta Eleonora Gobertina，1943年生）结婚，有一子二女。

| 前任： 马克西米利安亲王 | 巴登大公家族族长 称巴登藩侯 1929年—1963年 | 繼任： 马克西米利安·安德烈阿斯亲王 |